# Kyawywa
Pour l’article homonyme, voir Kyawywa (Kale).
Kyawywa est un village situé dans le canton de Mingin, dans le district de Kale, dans la région de Sagaing, dans l'ouest de la Birmanie.